# Byggnadsfirma Olov Lindgren

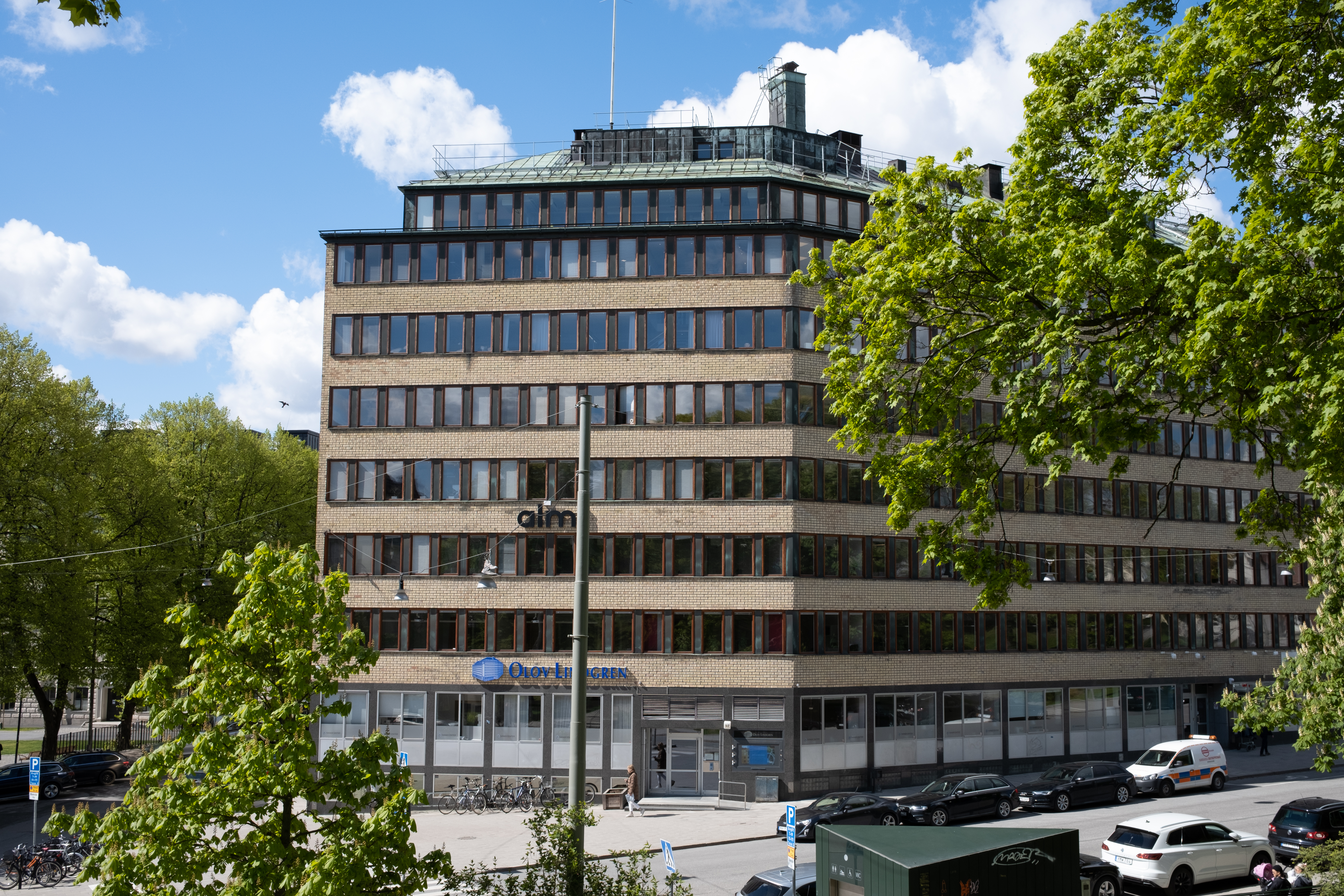
Företagets huvudkontor på Drottninggatan 97 i Stockholm.

Olov Lindgren AB är ett svenskt fastighetsbolag med 119 fastigheter (2024) i Stockholms stad.
Olov Lindgren är ett familjeägt fastighetsföretag som grundades 1938 i samband med bygget av bolagets första fastighet i Hammarbyhöjden. Företaget har en lång byggmästartradition där Olov Lindgren (1911-2002) själv var ingenjör och byggmästare.